# Wilhelm Sachs (Mediziner)

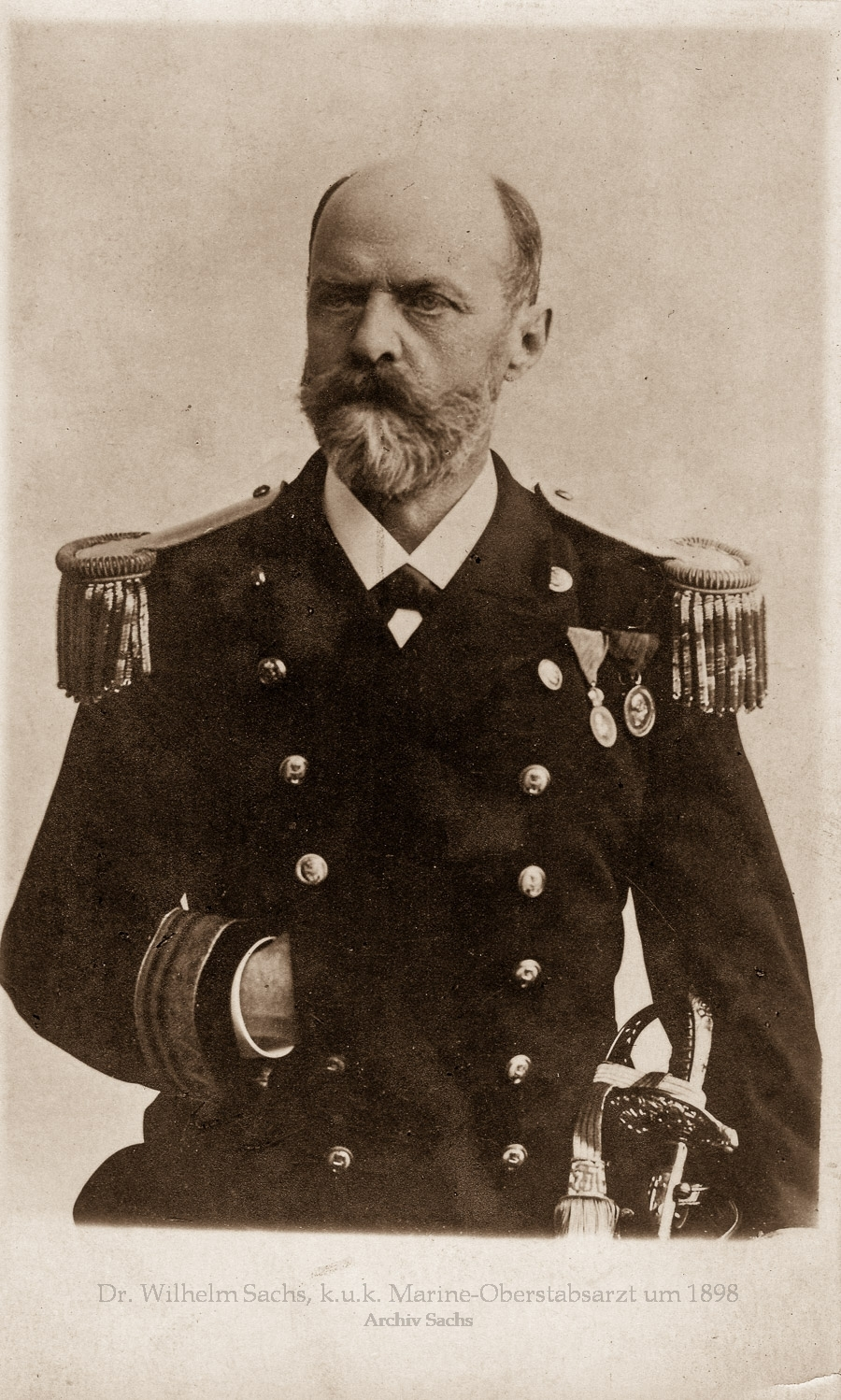
Wilhelm Sachs als Marine-Oberstabsarzt, um 1898

Wilhelm Sachs (* 29. März 1842 in Stettin, Österreichisch Schlesien; † 24. September 1924 in Zagreb) war ein österreichisch-ungarischer Admiralstabsarzt. Er fungierte während der Weltumsegelung der Korvette SMS Erzherzog Friedrich von 1874 bis 1876 als Schiffschefarzt und ab 1899 als Vorstand des k.u.k. Marinesanitätsamts. Seine Brüder waren der Architekt Gustav Sachs und der k. u. k. Vizeadmiral Moritz Sachs von Hellenau.

## Leben
Wilhelm Sachs kam am 13. Oktober 1844 in Stettin (Štítina, Österreichisch Schlesien) zur Welt. Seine Eltern waren der damalige Amtsverweser der Herrschaft Stettin des Deutschen Ordens und spätere k.k. Bezirkshauptmann von Freiwaldau (Jesenik) Josef Sachs und Antonie Sachs, geborene Winckler. Nach der Matura in Troppau (Opava, Österreichisch Schlesien) begann er das Medizinstudium am Josephinum (Wien) und wurde dort 1866 zum Doktor der gesamten Heilkunde promoviert. Im Winter 1871/1872 war Wilhelm Sachs Teilnehmer eines der letzten von Franz von Pitha gehaltenen Operationskurse am Josephinum.
Seine Schilderungen von der Eröffnung des Suezkanals 1869 in einem Brief an seine Eltern veröffentlichte Die Presse 1969 anlässlich deren 100-Jahr-Jubiläums.
Die während der Weltumsegelung der SMS Erzherzog Friedrich 1874 bis 1876 geführten Sanitätsberichte sowie sein “Bericht über die Erprobung der seit 1. Feb. 1875 eingeführten Speiseordnung auf ausgerüsteten Schiffen” sind eine der Grundlagen über Ernährung und Leben auf k.u.k. Kriegsschiffen.

## Militärische Laufbahn
Wilhelm Sachs nahm 1866 als Korvettenarzt an der Seeschlacht bei Lissa (SMS Hum) teil und war 1869 Schiffschefarzt auf der SMS Greif während der Orientreise von Kaiser Franz Joseph I. 1870 wurde er zum Fregattenarzt ernannt. Er nahm im Winter 1871/72 an einem Operationskurs am Josephinum teil und war dann länger Vorstand der Blatternabteilung des k.u.k. Marinespitals Pula.
1874 wurde er zum Linienschiffsarzt ernannt. In diesem Jahr begann auch die Weltumsegelung der Korvette SMS Erzherzog Friedrich (1874–1876), an der er als Schiffschefarzt teilnahm. Nach einer weiteren Einschiffung auf der SMS Laudon 1881–1882 war er unter anderem lange Chefarzt des k.u.k. Marinespitals in Dignano. 1895 wurde er zum Marine-Oberstabsarzt 2. Klasse befördert und übernahm leitende Funktionen im k.u.k. Marinespital Pola und k. u. k. Marinehafenkommando. Nachdem er 1898 zum Marine-Oberstabsarzt 1. Klasse befördert worden war, leitete er ab 1899 als provisorischer Vorstand das k.u.k. Marinesanitätsamt in Pola.
1902 wurde er auf eigenes Ansuchen unter Ernennung zum Admiralstabsarzt ehrenhalber pensioniert.
Er war Träger folgender Auszeichnungen (Auswahl):
- 1897 Militär-Verdienst-Medaille am roten Bande
- 1898 Ritterkreuz des Franz-Joseph-Ordens.[3]

Alle Angaben sind seiner Qualifikationsliste und persönlichen Aufzeichnungen entnommen.